# Жниварський обряд

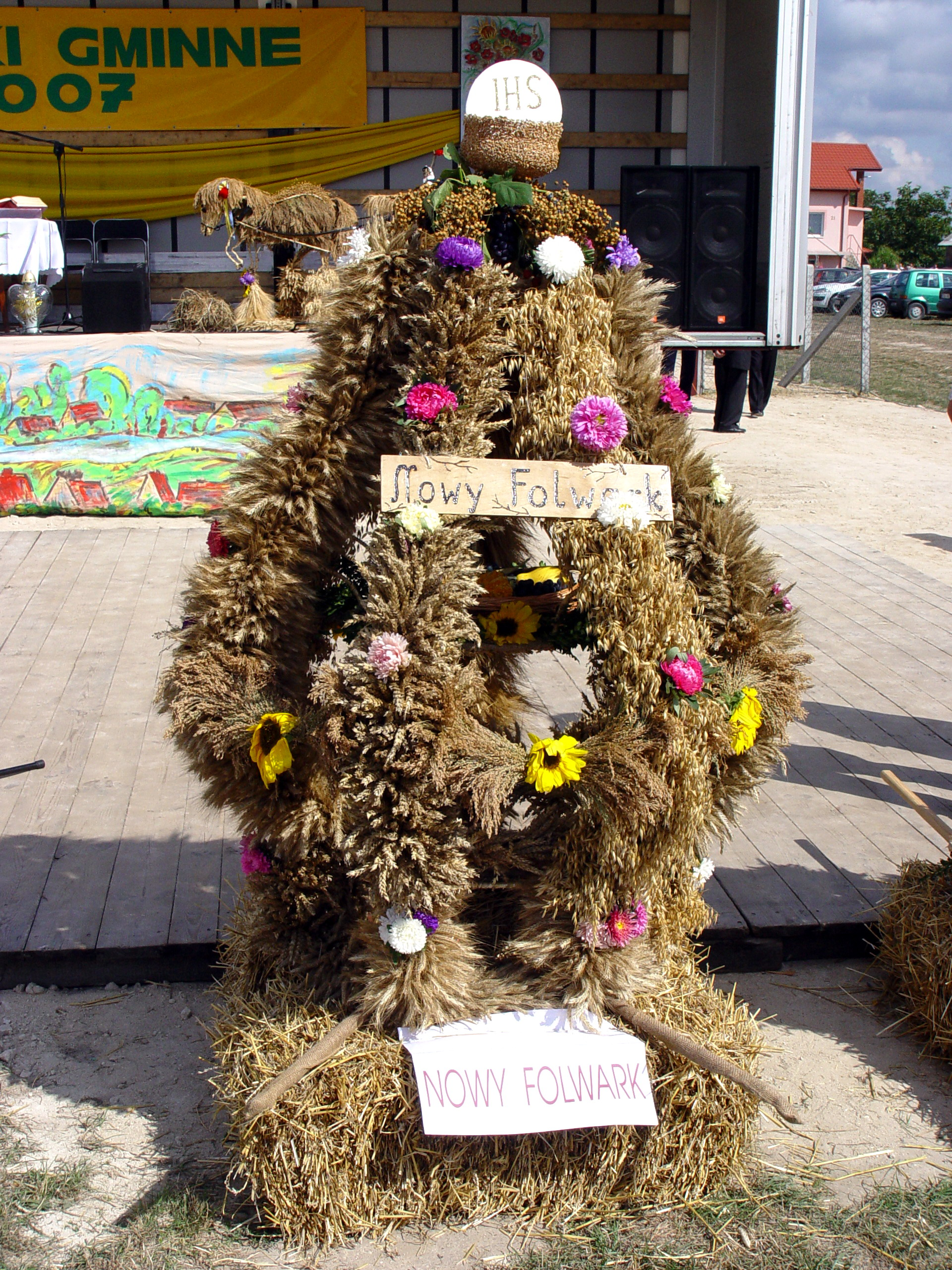
Дожинковий вінок, Польща.

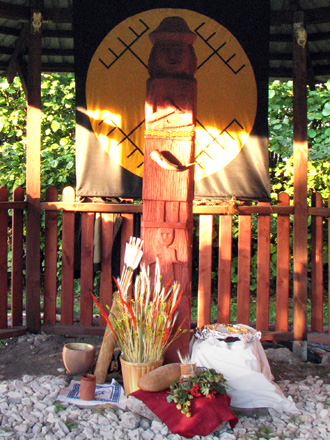
Жниварський обряд, Święto Plonów - Chram Mazowiecki RKP, 2007

Жниварський обряд — ритуальне завершення збору злакових культур. В Україні розпочинаються переважно від свята Петра і Павла (12 липня) й закінчуються святом Іллі (2 серпня). Жнива завершують цикл сільськогосподарських свят і не є суворо регламентованими у часі. Їх обрядність сформувалася на давньому етапі історичного розвитку суспільства і представляє в основному патріархальний період переходу наших предків від кочівництва до землеробства.
Жниварський обряд структурно близький до весільного, в основі — суспільна діяльність сім'ї. Він має трициклічний період:
- Зажинки — ритуал зажинання першого снопа. Це робила, як правило, берегиня роду — матір (за її відсутності — старша дочка) під спів зажинкової пісні. Перший зжатий сніп привозили в оселю, і він стояв на покуті під час усіх жнив.
- Жнива на Тернопільщині були позбавлені конкретної ритуалістики. Вони супроводжувалися активною працею, під час відпочинку — відповідною піснею, насиченою ситуативною лексикою (жартами, висміюванням лінивих парубків і дівчат тощо).
- Обжинки — найбагатші щодо збереження традиційної обрядовості. Вони розпочиналися оспівуванням останнього зжатого снопа та «Волосової бороди» (подекуди її називають «Спасовою») — трішки недожатого збіжжя, оберненого колоссям до землі. Парубки проповзали попід ним, «щоби їх цілий рік спина не боліла». Сплетений із останніх колосків вінок накладали на голову найкращій жниці й з останнім снопом ішли на подвір'я господаря, співаючи обрядові пісні. Господар зустрічав на воротях і запрошував на обжинкову толоку (т. зв. «могорич»), що завершувалася грою троїстих музик і забавою.

У радянський період зі зміною способів господарювання Жниварський обряд майже повністю забутий. Частково зберігся в Лановецькому, Кременецькому та Шумському районах.